# Рябиков, Валентин Владимирович
Валентин Владимирович Рябиков (12 апреля 1883, Симбирск — 18 марта 1962, Москва) — революционер-большевик, участник установления советской власти в Восточной Сибири, член ЦИК Советов Сибири, советский и хозяйственный руководитель.

## Биография

В. Орлов и В. Рябиков (справа). Фото А. Горбунова. Симбирск, нач. 1900-х гг.

Родился 12 апреля 1883 года в городе Симбирске. Окончил Симбирское городское училище.

### Революционная деятельность
В начале 1902 года делает первые шаги в революционной деятельности, участвует в работе с рабочими, за что был впервые арестован. Под кличкой «Алексей» принял участие в создании Симбирской группы социал-демократов, за участие в работе которой был арестован в 1906 году, но ему повезло: он сбежал.
Затем было еще несколько арестов за революционную деятельность, а 10 октября 1910 года его приговорили к высылке на вечное поселение в Сибирь.
В Братске оказался зимой 1911 года, где был принят в ряды «Колонии политических ссыльнопоселенцев», она принимала всех новоприбывших ссыльных в свои ряды (независимо от партийности), выдавала по 1,5 рубля на месяц и давала приют на первое время. С помощью бывшего студента Арсения Зайкова, Рябиков научился метеонаблюдению и переплётному ремеслу, там же в Братске работал счетоводом за 15 коп. в час, занимался переплётом книг и вёл метеорологические наблюдения, осуществлял юридическую практику путём написания для крестьян различных прошений, посылал несколько корреспонденций в газету «Голос Сибири».
Является вместе с В. Е. Евдокимовым основателем первого в волости кредитного товарищества, также В. В. Рябиков принимал участие в создании филиала Общества изучения Сибири и музея при нём.
Перед Первой мировой войной работает в Иркутской обсерватории, затем секретарём Переселенческого управления восточного района, которое занималось перевозкой китайцев для фронтовых работ. Участвуя в работе общества потребителей становится коммерческим директором и членом правления губернского союза потребительских обществ.

### В борьбе за власть Советов
Валентин Рябиков принимал участие в работе I Всесибирского съезда Советов (16-23 октября 1917 г.), где его избрали комиссаром транспорта и связи.
В ноябре в Иркутске прошли выборы в Учредительное собрание, кандидатами по списку № 7 значились Постышев, Янсон, Трилиссер, Рябиков и другие иркутские большевики. Кандидат Рябиков ездил по Забайкальской железной дороге и выступал перед людьми с изложением своей программы и вёл постоянные политические споры с меньшевиком М. Константиновым.
Ночью 6 декабря, Рябикова назначили комиссаром на телеграфе и тот в сопровождении отряда Красной Гвардии занял здание телеграфа. Через два дня начались «декабрьские события», ожесточённые бои между офицерами, казаками и юнкерами с одной стороны и красногвардейцами, с другой. На седьмой день боёв Рябиков был взят в плен при ночном штурме телеграфа, его и немногих выживших солдат отправили в карцер военного училища, где он встретился с С. Лазо. На следующий день пал Белый дом и все участники его обороны оказались там же, в карцере военного училища. Кто остался на свободе заключили мир и освободили заключённых.
Рябиков, будучи комиссаром по транспорту был тесно связан с главным железнодорожным комитетом во главе с М. Мироновым, который направлял работу более 20 тыс. человек на протяжении всей дороги в 2 тыс. км. В. В. Рябиков участвовал в работе 2-го съезда мастеровых и рабочих Забайкальской железной дороги. В начале 1918 года Рябиков поставил на повестку дня строительство тракта от реки Ангары до реки Лены, весной того же года началось строительство Илимского тракта. 28 марта 1918 года пленум Центросибири заслушал доклад В. Рябикова о всесибирском транспортном отделе, который предназначался для направления и регулирования движения по всей Сибири.
В конце мая вспыхнуло восстание Чехословацкого корпуса, малочисленные отряды «красных» не смогли остановить наступление чехов на Иркутск, который советские подразделения оставили утром 11 июля, вместе с работниками Центросибири. 28 августа на станции Урульга прошла конференция советских и партийных организаций Восточной Сибири и Забайкалья, она приняла решение о переходе на партизанскую борьбу. Работники аппарата Центросибири долго спорили, как им быть, часть во главе с Н. Яковлевым предложила уйти на Якутск, а потом прорваться в Западную Сибирь, другая часть во главе с В. Рябиковым предложила пойти до Владивостока и там вести работу. Большинство согласилось с Яковлевым, направясь на встречу своей смерти к Якутску, а меньшая часть с Рябиковым, супругами Лазо, Резниковым и другими пробралась во Владивосток. Здесь ими был организован подпольный комитет.
Несмотря на трудности, Рябиков не обратился за помощью к бывшему члену «Колонии политических ссыльнопоселенцев» эсеру И. Якушев, который стал членом правительства белых во Владивостоке и поддержал мятеж чехов. Старые словесные межпартийные перепалки, случавшиеся в Братске, сейчас могли обернуться расстрелом. В середине 1919 года Рябиков и Шумяцкий были арестованы и переправлены в иркутскую тюрьму, где уже давно сидели жëны иркутских большевиков, в том числе и жена Рябикова Александра Башурова. Освободили их только в конце декабря 1919 года по решению Центрального штаба рабоче-крестьянских дружин и Сибирского комитета РКП(б).
После низложения Политцентра, Иркутский военревком назначил приказом № 2 комиссаром по транспорту В. В. Рябикова. Вёл вместе с И. В. Сурновым переговоры с чехами, в ходе которых было достигнуто соглашение о передаче А. В. Колчака и В. Н. Пепеляева большевикам, а также возвращения золотого запаса России. Затем Валентин Владимирович Рябиков работал на Дальнем Востоке заместителем министра транспорта, членом коллегии народного комиссариата путей сообщения и членом дипломатической миссии в Маньчжурии.

### После гражданской войны
С 1921 года В. В. Рябиков жил в Москве и Крыму, где работал в наркомате путей сообщения, затем в Берлине членом экспертного директората, после направлен в Швецию заместителем торгпреда. С конца 1932 года работал заместителем председателя правления «Союззаготэкспорт». Позднее возглавлял Всесоюзный научно-исследовательский пушно-меховой и охотничье-промысловый институт, а после войны был заместителем директора Института тонкой химической технологии в Москве, с конца 1940-х гг. на пенсии.
Валентин Владимирович Рябиков умер 18 марта 1962 года в Москве на 79-м году жизни, похоронен на Новодевичьем кладбище.

## Память
- Именем Рябикова названы улица в Засвияжском районе г. Ульяновска, где в 1986 г. открыта мемориальная доска в его честь.
- Улица с мемориальной доской в г. Братске и бульвар в г. Иркутске.
- В Братске действует Дом-музей В. В. Рябикова — музей истории политической ссылки, филиал Братского объединённого городского музея, который расположен в доме, в котором Рябиков основал первый музей Братска.
- В Ульяновске открыт музей Конспиративная квартира Симбирской группы РСДРП.

## Галерея

Музей Конспиративная квартира Симбирской группы РСДРП.
Мемориальная доска в честь В. В. Орлова и В. В. Рябикова на фасаде музея «Конспиративная квартира Симбирской группы РСДРП», открыта 30 июля 1973 г.
Комната, где в 1904—1906 годах жили В. В. Орлов и В. В. Рябиков.
А. С. Рябикова и С. В. Рябиков, правнучка и внук В. В. Рябикова около музея «Конспиративная квартира Симбирской группы РСДРП», 12 апреля 2013 г.
Мемориальная доска в честь В. В. Рябикова на ул. Рябикова Засвияжского района г. Ульяновска. Открыта в сентябре 1986 г.